# خامه‌دوزی سیستان
خامه دوزی سیستان نوعی سوزن‌دوزی بلوچی و یکی از صنایع دستی سیستان است که به آن خامک دوزی یا خمک دوزی هم می‌گویند و به نوعی می‌توان گفت خامه دوزی واژه دگرگون شده این دو اسم است. این هنر میان زنان بلوچ سیستانی و افغانستانی استفاده می شود. 
دلیل خواندن خامه دوزی به این نام استفاده از خامه (ابریشم نتابیده) به صورت خام و بدون پرداخت و رنگرزی یا پخت است.
این هنر بیشتر در روستاهای سیستان و در تمام  بلوچستان میان زنان بلوچ رواج دارد و به عقیده برخی از کارشناسان خامه دوزی زبان زد خاص و عام بوده است.
خامه دوزی یا سفید دوزی روی الیاف و پارچه‌های مخصوص به همت دستان زنان با ذوق بلوچی به نقش در می‌آید. این هنر هنری از خانواده سوزن دوزی بلوچی است که از نقوش خاص و اصیل بلوچی شکل گرفته و به وسیله ابریشم نتابیده به شکل‌های برجسته هندسی و به صورت گل‌های هشت پر، مربع، مثلث و… روی پارچه‌هایی از جنس کتان می‌نشیند.
تزیین با خامه دوزی و ابریشم دوزی را نیز تطریز گویند

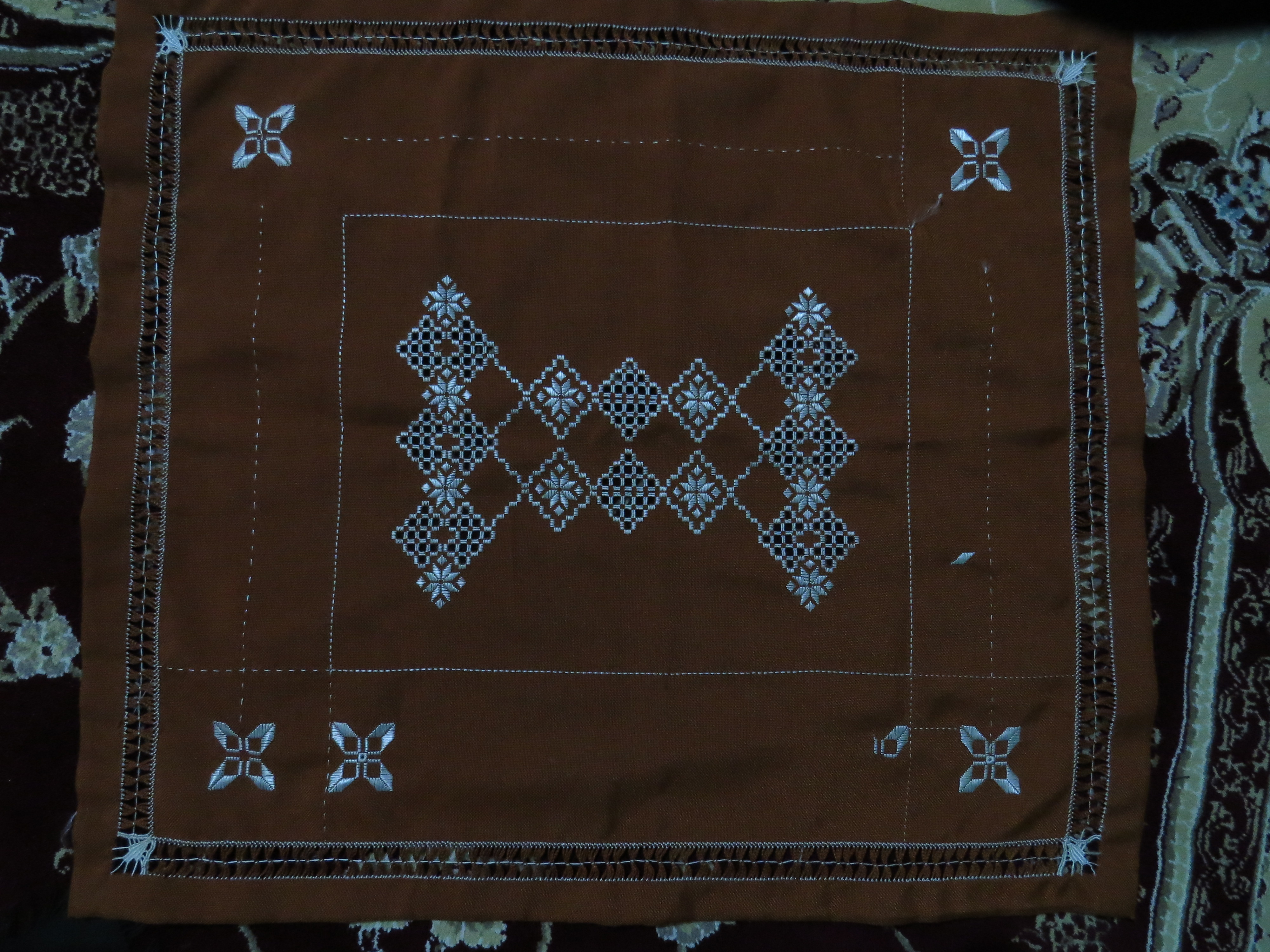
خامه‌دوزی سیستان

خامه دوزی کاربردهای زیادی دارد و در مواردی همچون پیش سینه، کلاه، عرقچین، جانماز، جلیقه، رومیزی، کوسن و گاهی نیز آئینه‌های مورد استفاده قرار می‌گیرد مهم‌ترین صنایع دستی ایلات و طوایف سیستان عبارت اند از: حصیر قالی، خامه دوزی و سوزن دوزی بلوچی. حصیربافی در سیستان و بلوچستان رایج است.خامه دوزی هنری است نظیر سوزن دوزی منتهی با استفاده از نخ یک رنگ که معمولاً " سفید می‌باشد، نقشها نیز متفاوت از سوزن دوزی بوده و شکلها بیشتر از خطوط منحنی تشکیل می‌گردد و فقط در روستاهای سیستان این هنر رواج داردامروزه خامه دوزی توسط زنان بلوچ در شهرها و روستاهای سیستان و بلوچستان در حال انجام است.

## تاریخچه
قدیمی‌ترین واژه برای این هنر همان خمک دوزی است.
از گذشته تا به امروز به روی لباس تمام زنان و دخترانبلوچ دیده می‌شود زیرا زیرمجموعه ای از  سوزن دوزی بلوچی است.
قدیمی ترین نوع آن بر لباس های بلوچی یافت می شود.
دلیل این نام گذاری این است که در سال‌های دور، ابریشم بدون هیچ گونه پرداختی از قبیل رنگرزی و پخت و پز یا سفیدکاری به صورت خام استفاده می‌شد. البته در اصل خامه دوزی همان سوزن دوزی بلوچی است که در آن از نخ ابریشم استفاده می‌شود. بسیاری از کارشناسان معتقد هستند قدمت این هنر به زمان پیدایش ابریشم در بلوچستان بر می‌گردد و خامه دوزی را به دوره‌های اشکانی (احتمالا ساسانی) نسبت می‌دهند، زیرا در نوشته‌های اسلامی، بلوچستان مکان تولید بهترین بافت‌های ابریشمی و پشمی توصیف شده است. بر اساس گزارش‌های تاریخی، بلوچستان با داشتن باغ‌های فراوان توت یکی از بزرگ‌ترین مراکز تولید ابریشم بود، به همین دلیل حدود یک قرن پیش در روستای ایرانشهر کارگاه‌های تولید پیله و ابریشم وجود داشت. هنر خامه دوزی از نقش‌های خاص و اصیل بلوچی شکل می‌گرفت که به وسیله الیاف ابریشم به صورت برجسته هندسی روی پارچه کتان و بیشتر برای تزیین دور یقه و آستین لباس‌های مردان عالی‌رتبه استفاده می‌شد. در اسناد و کتب تاریخی از خامه دوزی به عنوان نوعی بلوچی دوزی نام برده شده و که نشان از قدمت کهن این هنر دارد. رو طاقچه بخاری یک شال ترمه پهن است وروی آن یک آئینه، گذاشته شده. اینطرف و آنطرف آئینه، کمی پایین، رودیوار، دوتا قاب خامه دوزی بدساخت که با پیله ابریشم و مروارید بدلی رو مخمل سیاه دوخته شده آویزان است. حاشیه قبا را با نخ سفید خامه دوزی کرده‌اند و نقش‌ها نقش نیلوفر استعرق چین و شب کلاه مخصوصی هم داشتند که روی آنها خامه دوزی شده بود.روزی نبود دخترهای خانواده سیب نقش کرده و دستمال خامه دوزی شده برام نفرستند.کلاه کلاه زیر لونگوته، از پارچه کتان سفید و خامه دوزی شده است که بیشتر در محل دوخته می‌شود. نوع دیگر کلاه سمی است که در افغانستان و پاکستان دوخته می‌شود و در سیستان و بلوچستان وجود دارد.این علامتهای ایران در قصرهای شاهی حجاری و در روی جامه بیرقها خامه دوزی شده است و بر روی یک نشان شاهی و نظامی هم که شاه ایران به سربازان و صاحبان مناصب خویش، که به جرأت و دلیری بر دیگران امتیاز یافته‌اند، عطا می‌کندگاهی جلیقه‌های ساده اش خامه دوزی می‌کرد و با خامه، خالهای پراکنده یی بر آنها می‌دوخت و چون مدتی در روسیه بسر برده بود از مردان زمان خود با سلیقه تر بودوحتی ما نند یک کدبانو در کارهای خانه دخالت می‌کرد.

## کاربرد
خامه دوزی از دیرباز تا کنون کنار سایر دیگر انواع سوزن دوزی بلوچی بر روی لباس های بلوچی به ویژه زنان بلوچ در ایران،پاکستان،افغانستان دیده میشده. بیشتر در تزیین لباس بلوچیو سایر لباس ها  دور یقه، عرقچین، پیش‌بند، جانماز، دستمال، سفره و سر آستین‌های مردانه و زنانه استفاده می‌شود. گلدوزی کردن روی پارچه با خامه یا همان ابریشم نتابیده در سیستان و بلوچستان قدمت زیادی دارد. این امر در منابع تاریخی نیز مشخص شده که این منابع از وجود کارگاه‌های تولید پیله ابریشم در روستاهای ایرانشهر در حدود بیش از ۱۰۰ سال قبل خبر می‌دهند. پیش سینه، کلاه (عرقچین) جانماز، جلیقه، رومیزی و کوسن خامه دوزی می‌گردد مواد اولیه مصرفی پارچه و نخ و گاهی آینه‌های ریز می‌باشد نخ از نوع پنبه ای مرسریزه نظیر نخ .D. M .C و پارچه نیز اغلب برنگ سفید است.تولیدات خامه دوزی سیستان و بلوچستان چندین بار نشان مرغوبیت صنایع دستی یونسکو را دریافت کردند.

## نقوش

### نقوش رایج در خمک دوزی
نقوش خامک دوزی همان نقوش بلوچی هستند.
از نقوش رایج در این هنر می‌توان به "حصیر دوزی، توردوزی، خامه کشی، بته جقه ای، نرگسی، گلی، نقوش ستاره ای، نقوش هندسی، انواع گره‌ها، خطوط منحنی، الگوهای مختلف تخم خربزه یا دم ماهی و غیره اشاره نمود که حصیر دوزی و بته جقه ای معمولاً در وسط و بقیه نقوش در اطراف دوخته می‌شوند.
دوخت به شیوهٔ دومی گلدوزی به نام پردوزی است و نوع نخ ابریشم رنگ نشده و سفید است که در اصطلاح به آن خامه می‌گویند.
نقش به صورت حاشیه در دور کار، گل به صورت بوته با برگهای فراوان و تک گل در قسمت مرکز کار بر پارچه می‌نشینند.

## شهر ملی خامه‌دوزی
```
به تازگی در سال های اخیر شهر ادیمی 
سیستان و بلوچستان
 به عنوان شهر ملی خامه‌دوزی در فهرست شهرهای ملی صنایع دستی ثبت شد برای جلوگیری از تنش میان بعضی از اقوام از 
ایرانشهر
 به 
ادیمی
 تغییر کرد.
[
۲۲
]
```

در جلسه شورای عالی ثبت شهرها و روستاهای ملی صنایع دستی کشور، شهر ادیمی مرکز شهرستان نیمروز استان به عنوان شهر ملی خامه‌دوزی در فهرست شهرهای ملی صنایع دستی کشور به ثبت رسید. پرونده شهر ادیمی شهرستان نیمروز واقع در شمال سیستان و بلوچستان به عنوان شهر خامه‌دوزی تهیه و برای ثبت ملی به تهران ارسال شده بود که امروز در فهرست شهرهای ملی صنایع دستی کشور به ثبت رسید. ادیمی چهارمین منطقه استان است که در حوزه صنایع دستی در سطح جهانی و ملی قرار می‌گیرد.
بیشتر بانوان  شهر ادیمی با هنر خامه‌دوزی آشنایی دارند که از این تعداد به ۱۸۵ نفر توسط اداره میراث فرهنگی، گردشگری و صنایع دستی شهرستان آموزش داده شده و ضمن اعطای گواهینامه مهارت نیز برای ۱۲۵ نفر مجوز تولیدی صادر شده است.